# Меньщиков, Игорь Анатольевич
И́горь Анато́льевич Ме́ньщиков (род. 26 июля 1970, Сургут, Ханты-Мансийский национальный округ, СССР) — советский и российский футболист, полузащитник; тренер.

## Карьера
Воспитанник волгоградского спортинтерната. По окончании школы поступил в волгоградскую академию физической культуры и спорта.

### Клубная
Начинал карьеру в волгоградском «Роторе», в составе которого стал серебряным призёром чемпионата России 1993 года и финалистом Кубка России 1994/95. Играл в таких клубах, как «Металлург» из Липецка, «Сатурн» из Раменского, «Рубин», «Уралан», «Кристалл» из Смоленска, «Лисма-Мордовия», «Лада-СОК». Завершил карьеру игрока во владимирском «Торпедо».

### Тренерская
С 2008 по 2009 год тренировал родной «Ротор». В 2010 году привёл ижевский «СОЮЗ-Газпром» к третьему месту во втором дивизионе. 11 ноября 2010 года подписал контракт с саратовским «Соколом». 11 июня 2011 года после неудачного старта команды в первенстве (одна победа в девяти матчах и последнее место в турнирной таблице) и серии поражений подал в отставку. В сезоне-2012/13 входил в тренерский штаб Евгения Дурнева в «Тюмени». С 2013 по 2018 год вновь работал в Ижевске, в клубе «Зенит-Ижевск». С июня 2018 года — главный тренер команды «Ротор-Волгоград-2». 17 января 2019 года назначен главным тренером футбольного клуба «Ротор» (при этом в Первенстве Футбольной национальной лиги до 11 сентября команду де-факто возглавлял Павел Могилевский, числившийся старшим тренером из-за отсутствия необходимой лицензии). 11 декабря 2019 года покинул пост главного тренера «Ротора», который на момент отставки лидировал в первенстве ФНЛ. 19 декабря стало известно о назначении Меньщикова на пост главного тренера «Тюмени».

## Достижения

### Как игрока
«Ротор»
- Серебряный призёр чемпионата России: 1993
- Финалист Кубка России: 1994/95

### Как тренера
«Зенит-Ижевск»
- Серебряный призёр зоны/группы «Урал-Поволжье»/«Урал-Приволжье» Первенства ПФЛ (3): 2014/15, 2015/16, 2016/17

«Тюмень»
- Победитель Второй лиги: 2022/23 (группа 4)
- Серебряный призёр Первенства ПФЛ: 2020/21 (группа 4)
- Бронзовый призёр Первенства ФНЛ-2: 2021/22 (группа 4)